# Oluvil Lighthouse
Oluvil Lighthouse (singhalesisch ඕලුවිල් ප්‍රදීපාගාරය Oluvil p‍radīpāgāraya) ist ein Leuchtturm (englisch Lighthouse) in der Ostprovinz von Sri Lanka.
Der 24 m hohe Rundturm steht am Strand von Oluvil, einer Stadt an der Ostküste Sri Lankas, etwa 12 Kilometer südlich von Kalmunai. Er wurde 1999 im Rahmen des Baus eines neuen Fischereihafens für die Region aus Beton errichtet und in Betrieb genommen. Zum Bauwerk gehört ein eingeschossiges Gebäude für die technische Ausrüstung. Das Leuchtfeuer hat eine Feuerhöhe von 25 m und zeigt als Kennung einen weißen Blitz mit einer Wiederkehr von 10 Sekunden (Fl.W.10s).
Oluvil war vom Tsunami 2004 besonders betroffen, wobei der Leuchtturm ebenfalls beschädigt wurde. Die anschließenden Aufräumarbeiten verzögerten auch die Fertigstellung des Hafens. Er wurde 2013 endgültig in Betrieb genommen.